# Mexikozeisig

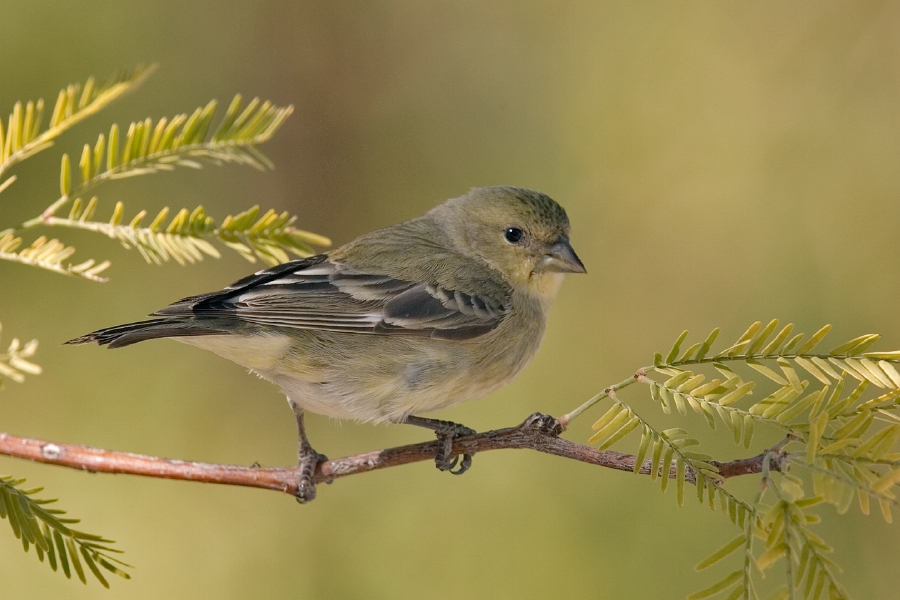
Weibchen des Mexikozeisig

Der Mexikozeisig (Spinus psaltria, Syn.: Carduelis psaltria, Astragalinus psaltria), auch Mexikanerzeisig oder Mexikanischer Zeisig genannt, ist eine Vogelart aus der Unterfamilie der Stieglitzartigen. Er kommt in mehreren Unterarten vor. Sein Verbreitungsgebiet reicht von Nord- bis Südamerika.

## Erscheinungsbild
Der Mexikozeisig erreicht eine Körperlänge von elf bis zwölf Zentimeter. Es besteht ein Geschlechtsdimorphismus und die Gefiederfärbung variiert je nach Unterart. Bei der Nominatform ist der Oberkopf sowie die Gesichtsseiten und die gesamte Körperoberseite schwarz. Bei einigen Unterarten beschränken sich die schwarzen Partien auf Stirn und Oberkopf. Nacken, Rücken, Bürzel, Flügeldecken, Schwingen und Schwanz sind bei diesen Unterarten eher olivgrün. Bei allen Unterarten ist die Körperunterseite des Männchens lebhaft gelb. Der Schnabel ist hornfarben, die Augen sind dunkelbraun und die Füße sind fleischfarben.
Das Weibchen ist insgesamt unauffälliger gefärbt. Die Körperunterseite ist matter und blasser, die Körperoberseite ist matt olivbraun.

## Verbreitungsgebiet und Lebensraum
Das Verbreitungsgebiet des Mexikozeisigs reicht vom Nordwesten der Vereinigten Staaten, wo er bis in den extremen Südwesten des US-amerikanischen Bundesstaates Washington vorkommt, bis nach Venezuela und Peru. In den kälteren Regionen seines Verbreitungsgebietes ist er ein Zugvogel. Seine Höhenverbreitung reicht im Gebirge bis in 2.500 Höhenmeter.
Der Mexikozeisig ist eine sehr anpassungsfähige Art, die in einer Vielzahl von Habitaten vorkommt. Er bewohnt halb offenes Gelände, mit Bäumen und Büschen durchsetztes Kulturland, kommt an den Rändern von Wäldern, Straßen sowie an den Ufern von Flüssen vor und wird auch in Parks und Gärten häufig beobachtet. Er fehlt dagegen in dichten Wäldern. An Fütterungsstellen finden sich häufig kleine Trupps mit bis zu sechs Vögeln ein.

## Lebensweise
Die Nahrung des Mexikozeisigs besteht in erster Linie aus verschiedenen Sämereien von Wildkräutern. Während der Aufzuchtzeit der Jungen frisst er auch Insekten. Das Fressen von Erde ist bei dieser Art gleichfalls beobachtet worden.
Die Fortpflanzungszeit ist je nach geografischer Verbreitung unterschiedlich. In den gemäßigten Klimazonen brütet er nur im Sommer. In den klimatisch begünstigteren Zonen werden ganzjährig Gelege beobachtet. Das Nest ist napfförmig und wird aus Gräsern, Wurzelfasern, Moosen, Haaren und Federchen gebaut. Es befindet sich in Büschen oder in mittlerer Höhe in Bäumen. Das Gelege besteht aus vier bis fünf Eiern. Die Brutdauer beträgt dreizehn Tage, die Jungvögel sind nach 19 bis 21 Tagen flügge. Sie werden überwiegend vom männlichen Elternvogel noch weitere zwei Wochen gefüttert.

## Belege